# Ottenhöfen im Schwarzwald
Ottenhöfen im Schwarzwald – miejscowość i gmina w Niemczech, w kraju związkowym Badenia-Wirtembergia, w rejencji Fryburg, w regionie Südlicher Oberrhein, w powiecie Ortenau, wchodzi w skład związku gmin Kappelrodeck. Leży w Schwarzwaldzie, ok. 20 km północny wschód od Offenburga.